# Varminghuset
Varminghuset är ett enfamiljshus från 1952 på Skovvej i Gentofte norr om Köpenhamn.
Huset ritades av Eva och Nils Koppel för paret Birgitte och Jørgen Varming. Jørgen Varming ansvarade själv för den ingenjörsmässiga projekteringen. Huset hade bland annat ett avancerat system för uppvärmning med varmluft och en stor uppskjutbar glasvägg mot söder.
Huset är på 130 kvadratmeter för att ligga inom rådande maximala mått för statliga byggnadslån och ligger på en sluttningstomt. Huset är långsmalt i öst-västlig riktning och byggt med öppen planlösning. Köket är öppet kök, men kan avskärmas genom en vikvägg. Det är delvis i två våningar och delvis i en, med ytterväggar i gult tegel, varav den norra, långa, väggen är fönsterlös.
Huset blev byggnadsminne 2005.
Paret Birgitte och Jørgen Varming bodde i huset nästan 50 år, till 2001. Det beboddes senare av ett arkitektpar och köptes 2014 av Realdania Byg A/S.